# 1393
Portal Geschichte | Portal Biografien | Aktuelle Ereignisse | Jahreskalender | Tagesartikel

◄ |
13. Jahrhundert |
14. Jahrhundert
| 15. Jahrhundert | ►

◄ |
1360er |
1370er |
1380er |
1390er
| 1400er | 1410er | 1420er | ►

◄◄ |
◄ |
1389 |
1390 |
1391 |
1392 |
1393
| 1394 | 1395 | 1396 | 1397 | ► | ►►
Staatsoberhäupter  · Nekrolog
| Januar | Januar | Januar | Januar | Januar | Januar | Januar | Januar |
| Kw     | Mo     | Di     | Mi     | Do     | Fr     | Sa     | So     |
| ------ | ------ | ------ | ------ | ------ | ------ | ------ | ------ |
| 1      |        |        | 1      | 2      | 3      | 4      | 5      |
| 2      | 6      | 7      | 8      | 9      | 10     | 11     | 12     |
| 3      | 13     | 14     | 15     | 16     | 17     | 18     | 19     |
| 4      | 20     | 21     | 22     | 23     | 24     | 25     | 26     |
| 5      | 27     | 28     | 29     | 30     | 31     |        |        |

| Februar | Februar | Februar | Februar | Februar | Februar | Februar | Februar |
| Kw      | Mo      | Di      | Mi      | Do      | Fr      | Sa      | So      |
| ------- | ------- | ------- | ------- | ------- | ------- | ------- | ------- |
| 5       |         |         |         |         |         | 1       | 2       |
| 6       | 3       | 4       | 5       | 6       | 7       | 8       | 9       |
| 7       | 10      | 11      | 12      | 13      | 14      | 15      | 16      |
| 8       | 17      | 18      | 19      | 20      | 21      | 22      | 23      |
| 9       | 24      | 25      | 26      | 27      | 28      |         |         |

| März | März | März | März | März | März | März | März |
| Kw   | Mo   | Di   | Mi   | Do   | Fr   | Sa   | So   |
| ---- | ---- | ---- | ---- | ---- | ---- | ---- | ---- |
| 9    |      |      |      |      |      | 1    | 2    |
| 10   | 3    | 4    | 5    | 6    | 7    | 8    | 9    |
| 11   | 10   | 11   | 12   | 13   | 14   | 15   | 16   |
| 12   | 17   | 18   | 19   | 20   | 21   | 22   | 23   |
| 1    | 24   | 25   | 26   | 27   | 28   | 29   | 30   |
| 14   | 31   |      |      |      |      |      |      |

| April | April | April | April | April | April | April | April |
| Kw    | Mo    | Di    | Mi    | Do    | Fr    | Sa    | So    |
| ----- | ----- | ----- | ----- | ----- | ----- | ----- | ----- |
| 14    |       | 1     | 2     | 3     | 4     | 5     | 6     |
| 15    | 7     | 8     | 9     | 10    | 11    | 12    | 13    |
| 16    | 14    | 15    | 16    | 17    | 18    | 19    | 20    |
| 17    | 21    | 22    | 23    | 24    | 25    | 26    | 27    |
| 18    | 28    | 29    | 30    |       |       |       |       |

| Mai | Mai | Mai | Mai | Mai | Mai | Mai | Mai |
| Kw  | Mo  | Di  | Mi  | Do  | Fr  | Sa  | So  |
| --- | --- | --- | --- | --- | --- | --- | --- |
| 18  |     |     |     | 1   | 2   | 3   | 4   |
| 19  | 5   | 6   | 7   | 8   | 9   | 10  | 11  |
| 20  | 12  | 13  | 14  | 15  | 16  | 17  | 18  |
| 21  | 19  | 20  | 21  | 22  | 23  | 24  | 25  |
| 22  | 26  | 27  | 28  | 29  | 30  | 31  |     |

| Juni | Juni | Juni | Juni | Juni | Juni | Juni | Juni |
| Kw   | Mo   | Di   | Mi   | Do   | Fr   | Sa   | So   |
| ---- | ---- | ---- | ---- | ---- | ---- | ---- | ---- |
| 22   |      |      |      |      |      |      | 1    |
| 23   | 2    | 3    | 4    | 5    | 6    | 7    | 8    |
| 24   | 9    | 10   | 11   | 12   | 13   | 14   | 15   |
| 25   | 16   | 17   | 18   | 19   | 20   | 21   | 22   |
| 26   | 23   | 24   | 25   | 26   | 27   | 28   | 29   |
| 27   | 30   |      |      |      |      |      |      |

| Juli | Juli | Juli | Juli | Juli | Juli | Juli | Juli |
| Kw   | Mo   | Di   | Mi   | Do   | Fr   | Sa   | So   |
| ---- | ---- | ---- | ---- | ---- | ---- | ---- | ---- |
| 27   |      | 1    | 2    | 3    | 4    | 5    | 6    |
| 2    | 7    | 8    | 9    | 10   | 11   | 12   | 13   |
| 29   | 14   | 15   | 16   | 17   | 18   | 19   | 20   |
| 30   | 21   | 22   | 23   | 24   | 25   | 26   | 27   |
| 31   | 28   | 29   | 30   | 31   |      |      |      |

| August | August | August | August | August | August | August | August |
| Kw     | Mo     | Di     | Mi     | Do     | Fr     | Sa     | So     |
| ------ | ------ | ------ | ------ | ------ | ------ | ------ | ------ |
| 31     |        |        |        |        | 1      | 2      | 3      |
| 32     | 4      | 5      | 6      | 7      | 8      | 9      | 10     |
| 33     | 11     | 12     | 13     | 14     | 15     | 16     | 17     |
| 34     | 18     | 19     | 20     | 21     | 22     | 23     | 24     |
| 35     | 25     | 26     | 27     | 28     | 29     | 30     | 31     |

| September | September | September | September | September | September | September | September |
| Kw        | Mo        | Di        | Mi        | Do        | Fr        | Sa        | So        |
| --------- | --------- | --------- | --------- | --------- | --------- | --------- | --------- |
| 36        | 1         | 2         | 3         | 4         | 5         | 6         | 7         |
| 37        | 8         | 9         | 10        | 11        | 12        | 13        | 14        |
| 38        | 15        | 16        | 17        | 18        | 19        | 20        | 21        |
| 39        | 22        | 23        | 24        | 25        | 26        | 27        | 28        |
| 40        | 29        | 30        |           |           |           |           |           |

| Oktober | Oktober | Oktober | Oktober | Oktober | Oktober | Oktober | Oktober |
| Kw      | Mo      | Di      | Mi      | Do      | Fr      | Sa      | So      |
| ------- | ------- | ------- | ------- | ------- | ------- | ------- | ------- |
| 40      |         |         | 1       | 2       | 3       | 4       | 5       |
| 41      | 6       | 7       | 8       | 9       | 10      | 11      | 12      |
| 42      | 13      | 14      | 15      | 16      | 17      | 18      | 19      |
| 43      | 20      | 21      | 22      | 23      | 24      | 25      | 26      |
| 44      | 27      | 28      | 29      | 30      | 31      |         |         |

| November | November | November | November | November | November | November | November |
| Kw       | Mo       | Di       | Mi       | Do       | Fr       | Sa       | So       |
| -------- | -------- | -------- | -------- | -------- | -------- | -------- | -------- |
| 44       |          |          |          |          |          | 1        | 2        |
| 45       | 3        | 4        | 5        | 6        | 7        | 8        | 9        |
| 46       | 10       | 11       | 12       | 13       | 14       | 15       | 16       |
| 47       | 17       | 18       | 19       | 20       | 21       | 22       | 23       |
| 48       | 24       | 25       | 26       | 27       | 28       | 29       | 30       |

| Dezember | Dezember | Dezember | Dezember | Dezember | Dezember | Dezember | Dezember |
| Kw       | Mo       | Di       | Mi       | Do       | Fr       | Sa       | So       |
| -------- | -------- | -------- | -------- | -------- | -------- | -------- | -------- |
| 49       | 1        | 2        | 3        | 4        | 5        | 6        | 7        |
| 50       | 8        | 9        | 10       | 11       | 12       | 13       | 14       |
| 51       | 15       | 16       | 17       | 18       | 19       | 20       | 21       |
| 52       | 22       | 23       | 24       | 25       | 26       | 27       | 28       |
| 1        | 29       | 30       | 31       |          |          |          |          |

| Januar | Januar | Januar | Januar | Januar | Januar | Januar | Januar |
| Kw     | Mo     | Di     | Mi     | Do     | Fr     | Sa     | So     |
| ------ | ------ | ------ | ------ | ------ | ------ | ------ | ------ |
| 1      |        |        | 1      | 2      | 3      | 4      | 5      |
| 2      | 6      | 7      | 8      | 9      | 10     | 11     | 12     |
| 3      | 13     | 14     | 15     | 16     | 17     | 18     | 19     |
| 4      | 20     | 21     | 22     | 23     | 24     | 25     | 26     |
| 5      | 27     | 28     | 29     | 30     | 31     |        |        |

| Februar | Februar | Februar | Februar | Februar | Februar | Februar | Februar |
| Kw      | Mo      | Di      | Mi      | Do      | Fr      | Sa      | So      |
| ------- | ------- | ------- | ------- | ------- | ------- | ------- | ------- |
| 5       |         |         |         |         |         | 1       | 2       |
| 6       | 3       | 4       | 5       | 6       | 7       | 8       | 9       |
| 7       | 10      | 11      | 12      | 13      | 14      | 15      | 16      |
| 8       | 17      | 18      | 19      | 20      | 21      | 22      | 23      |
| 9       | 24      | 25      | 26      | 27      | 28      |         |         |

| März | März | März | März | März | März | März | März |
| Kw   | Mo   | Di   | Mi   | Do   | Fr   | Sa   | So   |
| ---- | ---- | ---- | ---- | ---- | ---- | ---- | ---- |
| 9    |      |      |      |      |      | 1    | 2    |
| 10   | 3    | 4    | 5    | 6    | 7    | 8    | 9    |
| 11   | 10   | 11   | 12   | 13   | 14   | 15   | 16   |
| 12   | 17   | 18   | 19   | 20   | 21   | 22   | 23   |
| 1    | 24   | 25   | 26   | 27   | 28   | 29   | 30   |
| 14   | 31   |      |      |      |      |      |      |

| April | April | April | April | April | April | April | April |
| Kw    | Mo    | Di    | Mi    | Do    | Fr    | Sa    | So    |
| ----- | ----- | ----- | ----- | ----- | ----- | ----- | ----- |
| 14    |       | 1     | 2     | 3     | 4     | 5     | 6     |
| 15    | 7     | 8     | 9     | 10    | 11    | 12    | 13    |
| 16    | 14    | 15    | 16    | 17    | 18    | 19    | 20    |
| 17    | 21    | 22    | 23    | 24    | 25    | 26    | 27    |
| 18    | 28    | 29    | 30    |       |       |       |       |

| Mai | Mai | Mai | Mai | Mai | Mai | Mai | Mai |
| Kw  | Mo  | Di  | Mi  | Do  | Fr  | Sa  | So  |
| --- | --- | --- | --- | --- | --- | --- | --- |
| 18  |     |     |     | 1   | 2   | 3   | 4   |
| 19  | 5   | 6   | 7   | 8   | 9   | 10  | 11  |
| 20  | 12  | 13  | 14  | 15  | 16  | 17  | 18  |
| 21  | 19  | 20  | 21  | 22  | 23  | 24  | 25  |
| 22  | 26  | 27  | 28  | 29  | 30  | 31  |     |

| Juni | Juni | Juni | Juni | Juni | Juni | Juni | Juni |
| Kw   | Mo   | Di   | Mi   | Do   | Fr   | Sa   | So   |
| ---- | ---- | ---- | ---- | ---- | ---- | ---- | ---- |
| 22   |      |      |      |      |      |      | 1    |
| 23   | 2    | 3    | 4    | 5    | 6    | 7    | 8    |
| 24   | 9    | 10   | 11   | 12   | 13   | 14   | 15   |
| 25   | 16   | 17   | 18   | 19   | 20   | 21   | 22   |
| 26   | 23   | 24   | 25   | 26   | 27   | 28   | 29   |
| 27   | 30   |      |      |      |      |      |      |

| Juli | Juli | Juli | Juli | Juli | Juli | Juli | Juli |
| Kw   | Mo   | Di   | Mi   | Do   | Fr   | Sa   | So   |
| ---- | ---- | ---- | ---- | ---- | ---- | ---- | ---- |
| 27   |      | 1    | 2    | 3    | 4    | 5    | 6    |
| 2    | 7    | 8    | 9    | 10   | 11   | 12   | 13   |
| 29   | 14   | 15   | 16   | 17   | 18   | 19   | 20   |
| 30   | 21   | 22   | 23   | 24   | 25   | 26   | 27   |
| 31   | 28   | 29   | 30   | 31   |      |      |      |

| August | August | August | August | August | August | August | August |
| Kw     | Mo     | Di     | Mi     | Do     | Fr     | Sa     | So     |
| ------ | ------ | ------ | ------ | ------ | ------ | ------ | ------ |
| 31     |        |        |        |        | 1      | 2      | 3      |
| 32     | 4      | 5      | 6      | 7      | 8      | 9      | 10     |
| 33     | 11     | 12     | 13     | 14     | 15     | 16     | 17     |
| 34     | 18     | 19     | 20     | 21     | 22     | 23     | 24     |
| 35     | 25     | 26     | 27     | 28     | 29     | 30     | 31     |

| September | September | September | September | September | September | September | September |
| Kw        | Mo        | Di        | Mi        | Do        | Fr        | Sa        | So        |
| --------- | --------- | --------- | --------- | --------- | --------- | --------- | --------- |
| 36        | 1         | 2         | 3         | 4         | 5         | 6         | 7         |
| 37        | 8         | 9         | 10        | 11        | 12        | 13        | 14        |
| 38        | 15        | 16        | 17        | 18        | 19        | 20        | 21        |
| 39        | 22        | 23        | 24        | 25        | 26        | 27        | 28        |
| 40        | 29        | 30        |           |           |           |           |           |

| Oktober | Oktober | Oktober | Oktober | Oktober | Oktober | Oktober | Oktober |
| Kw      | Mo      | Di      | Mi      | Do      | Fr      | Sa      | So      |
| ------- | ------- | ------- | ------- | ------- | ------- | ------- | ------- |
| 40      |         |         | 1       | 2       | 3       | 4       | 5       |
| 41      | 6       | 7       | 8       | 9       | 10      | 11      | 12      |
| 42      | 13      | 14      | 15      | 16      | 17      | 18      | 19      |
| 43      | 20      | 21      | 22      | 23      | 24      | 25      | 26      |
| 44      | 27      | 28      | 29      | 30      | 31      |         |         |

| November | November | November | November | November | November | November | November |
| Kw       | Mo       | Di       | Mi       | Do       | Fr       | Sa       | So       |
| -------- | -------- | -------- | -------- | -------- | -------- | -------- | -------- |
| 44       |          |          |          |          |          | 1        | 2        |
| 45       | 3        | 4        | 5        | 6        | 7        | 8        | 9        |
| 46       | 10       | 11       | 12       | 13       | 14       | 15       | 16       |
| 47       | 17       | 18       | 19       | 20       | 21       | 22       | 23       |
| 48       | 24       | 25       | 26       | 27       | 28       | 29       | 30       |

| Dezember | Dezember | Dezember | Dezember | Dezember | Dezember | Dezember | Dezember |
| Kw       | Mo       | Di       | Mi       | Do       | Fr       | Sa       | So       |
| -------- | -------- | -------- | -------- | -------- | -------- | -------- | -------- |
| 49       | 1        | 2        | 3        | 4        | 5        | 6        | 7        |
| 50       | 8        | 9        | 10       | 11       | 12       | 13       | 14       |
| 51       | 15       | 16       | 17       | 18       | 19       | 20       | 21       |
| 52       | 22       | 23       | 24       | 25       | 26       | 27       | 28       |
| 1        | 29       | 30       | 31       |          |          |          |          |

## Ereignisse

### Politik und Weltgeschehen

#### Frankreich
Obwohl die Kirche einen solchen Polterabend auf dem Konzil von Tours im Jahr 1163 ausdrücklich untersagt hat, wird am 28. Januar am Hof des französischen Königs Karl VI. anlässlich der Hochzeit einer Ehrendame der Königin Isabeau ein Charivari abgehalten. Tagsüber finden Feste und Bankette statt, zu denen der gesamte Hof eingeladen ist, am Abend steht ein Ball im Hôtel Saint-Paul auf dem Programm: Ein Brand auf diesem später als Bal des Ardents bekanntgewordenen Fest tötet vier Freunde des französischen Königs Karl VI., der daraufhin – bereits seit dem Vorjahr zeitweilig geistesgestört – endgültig dem Wahnsinn verfällt. Wenige Tage später überträgt er die Regentschaft seinem Bruder Ludwig von Orléans. Die eigentliche Macht liegt aber neuerlich bei einem Regentschaftsrat, bestehend aus Philipp dem Kühnen von Burgund und Jean de Valois, duc de Berry.

#### Iberische Halbinsel
- 2. August: Nach rund dreijähriger Herrschaft wird König Heinrich III. von Kastilien und León im Alter von 14 Jahren für volljährig erklärt und übernimmt die Regierungsgeschäfte.

#### Heiliges Römisches Reich/Ungarn
- 7. März: Nach dem Tod von Bogislaw VI. fällt das Herzogtum Pommern-Wolgast an seinen Bruder Wartislaw VI., da er keine männlichen Nachkommen hat. Wartislaw vereint damit das Erbe seines Vaters Barnim IV. wieder in einer Hand.
- 10. Juli: Der Sempacherbrief, eine Kriegsordnung der Alten Eidgenossenschaft wird geschlossen. Sie umfasst die Vertragsparteien des Pfaffenbriefes des Jahres 1370, also die Orte Uri, Schwyz und Unterwalden, Luzern, Zürich, Zug sowie Bern und Glarus. Er regelt den Landfrieden unter den Vertragspartnern, legt die Bannerordnung fest, verbietet die Plünderung ohne vorherige Erlaubnis durch die Hauptleute und verlangt die anteilsmässige Aufteilung der Beute. Ferner fordert er Rücksicht auf Klöster und Kirchen und Schonung der Frauen, die nicht an Kriegshandlungen beteiligt sind.

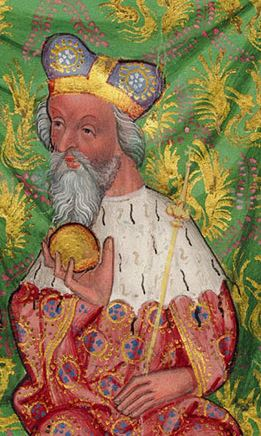
Jobst von Mähren

- 18. Dezember: In Znaim verbünden sich König Siegmund von Ungarn, Jobst von Mähren und der Habsburger Albrecht III. von Österreich gegen den böhmischen und römisch-deutschen König Wenzel.
- Die Stiftspropstei Berchtesgaden wird nach vorheriger Verpfändung durch Propst Konrad Torer von Törlein in das Erzstift Salzburg unter Erzbischof Pilgrim II. von Puchheim inkorporiert.
- Eroberung des Schlosses Ritzebüttel durch Hamburg

#### Balkan/Östliches Mittelmeer
- Juli: Nach dreimonatiger Belagerung erobern die Osmanen unter dem Befehl von Celebi, Sohn des Sultans Bayezid I., die bulgarische Hauptstadt Weliko Tarnowo. In Abwesenheit des bulgarischen Zaren Iwan Schischman hat Euthymios von Tarnowo, Patriarch der Bulgarisch-Orthodoxen Kirche, den Widerstand organisiert. Nach der Eroberung wird ein Teil der Bevölkerung massakriert, ein weiterer zwangsausgesiedelt.
- 29. November: Nach dem Tod von Leon VI. in Frankreich wird König Jakob I. von Zypern Titularkönig von Kleinarmenien, ein Titel, der keinerlei realpolitische Bedeutung hat, da die Mamluken das Königreich schon 1375 erobert und ihrem Reich einverleibt haben.

#### Asien
- Samsaenthai, der schon seit 1373 die Regentschaft für seinen Vater Fa Ngum führt, wird nach dessen Tod zweiter König des laotischen Königreichs von Lan Xang.

#### Stadtrechte und urkundliche Ersterwähnungen
- 13. Oktober: Neuenhof wird erstmals urkundlich erwähnt.
- Kufstein und Rattenberg in Tirol erhalten vom bayerischen Herzog Stephan III. die Stadtrechte.
- Die ukrainischen Orte Butschatsch und Schydatschiw erhalten das Magdeburger Stadtrecht.

### Wirtschaft und Kultur
- Der Frankfurter Weihnachtsmarkt wird erstmals urkundlich erwähnt. Das Weihnachtsfest hat zu diesem Zeitpunkt noch nicht die folkloristische Bedeutung wie heute. Der Weihnachtsmarkt soll den Bürgern die Möglichkeit geben, sich mit dem nötigen Bedarf einzudecken, bevor die strengste Zeit des Winters beginnt.
- In Nürnberg wird aufgrund einer Hungersnot erlassen, dass zum Bierbrauen nur Gerste und kein anderes Getreide verwendet werden darf.

### Religion

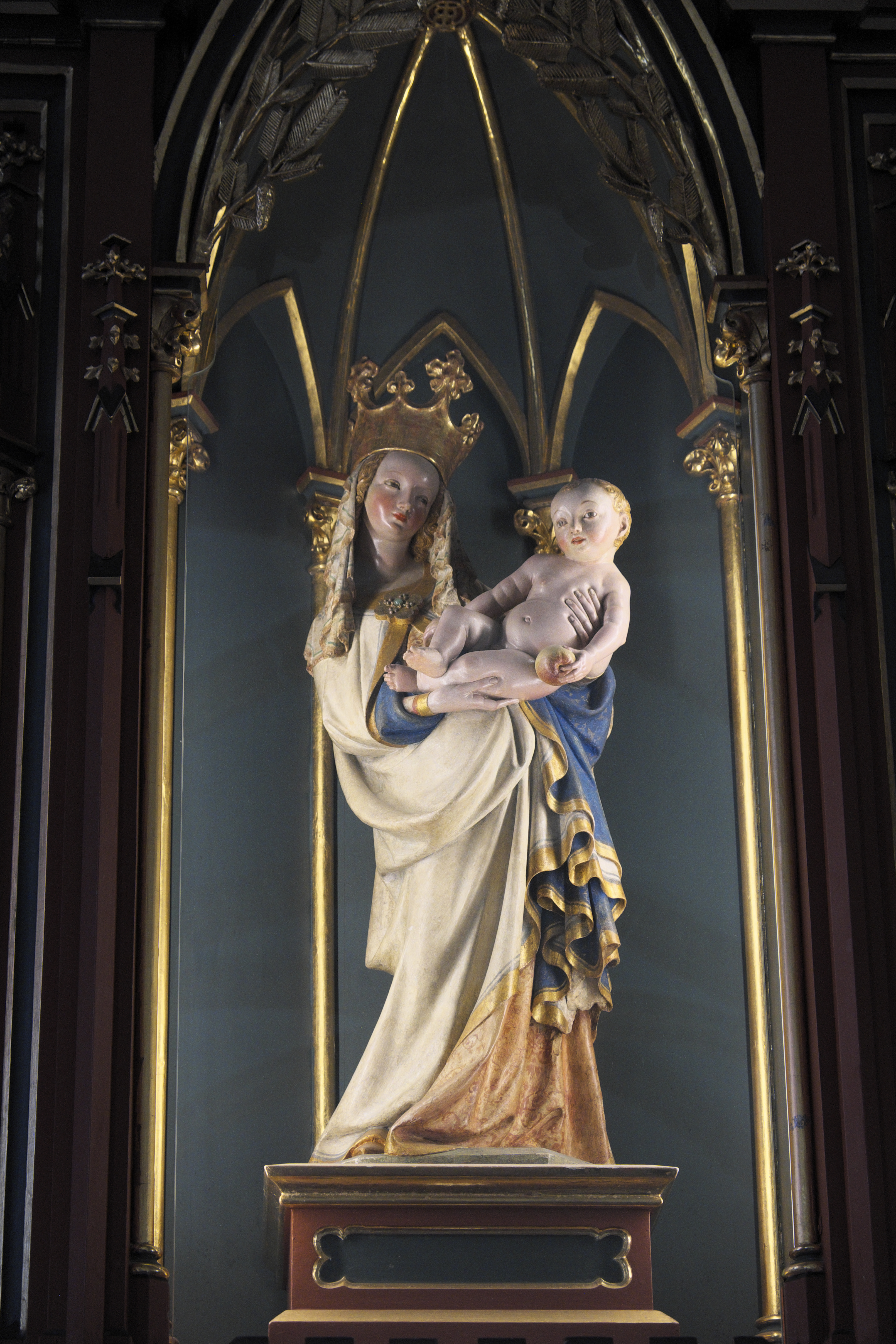
Altenmarkter Madonna

- 14. August: Der  päpstliche Nuntius Ubaldinus da Torres fertigt auf dem Vyšehrad in Prag einen Ablassbrief aus, der besagt, dass alle, die vor dem Gnadenbild der Altenmarkter Madonna beten, einen Ablass erhalten.

## Geboren

### Geburtsdatum gesichert
- 24. August: Arthur III., Connétable von Frankreich und Herzog der Bretagne († 1458)

### Genaues Geburtsdatum unbekannt
- Al-Mustain, Kalif der Abbasiden und Sultan unter den Mamluken in Ägypten († um 1414)
- Gherardo Bueri, Florentiner Kaufmann und Bankier in der Hansestadt Lübeck († 1449)

### Geboren um 1393
- 1391 oder 1393: Buonaccorso da Montemagno der Jüngere, Florentiner Jurist, Dichter und Humanist († 1429)
- Ralph Cromwell, englischer Adeliger und Staatsmann († 1456)

## Gestorben

### Erstes Halbjahr
- 7. Februar: Johann von Holzhausen, Ratsherr und Bürgermeister von Frankfurt am Main
- 14. Februar: Elisabeth von Pommern, Königin von Böhmen und Kaiserin des Heiligen Römischen Reiches (* um 1347)
- 22. Februar: John Devereux, englischer Adeliger, Höfling und Militär
- 7. März: Bogislaw VI., Herzog von Pommern-Wolgast (* um 1350)
- 20. März: Johannes Nepomuk, böhmischer Generalvikar von Prag, katholischer Märtyrer und Heiliger (* um 1350)
- 4. April: Florenz von Wevelinghoven, Domherr in Köln und Bischof von Münster und Utrecht (* um 1330)
- 26. April: Dietrich von der Schulenburg, Bischof des Bistums Brandenburg und als solcher Fürst des Hochstifts Brandenburg (* um 1330)
- 21. Mai: Robert FitzPayn, englischer Adeliger (* um 1321)
- 6. Juni: Go-En’yū, japanischer Kaiser des Nordhofes (* 1359)
- 11. Juni: Jean I. de Bourbon, französischer Adeliger, Graf von La Marche, Graf von Vendôme und Castres sowie Pair von Frankreich (* 1344)

### Zweites Halbjahr
- 10. Juli: Guillaume de Harsigny, französischer Arzt (* um 1300/1310)
- 13. Juli: Helene von Beichlingen, Burggräfin von Meißen, Gräfin von Beichlingen-Wiehe (* 1360)
- 14. Juli: Ibn Radschab, islamischer Traditions- und Rechtsgelehrter (* 1335/1336)
- 23. Juli: Konrad von Wallenrode, Hochmeister des Deutschen Ordens (* zwischen 1330 und 1340)
- 30. September: Richard Cergeaux, englischer Adliger und Politiker
- 7. November: Walram IV., Graf von Nassau-Wiesbaden-Idstein (* 1354)
- 29. November: Leon V., König von Kleinarmenien (* 1342)
- 30. November: Matthias von Janov, böhmischer Priester, Schriftsteller und Philosoph und Reformator (* zwischen 1350 und 1355)
- 4. Dezember: Friedrich der Weise, Herzog von Bayern-Landshut aus dem Hause Wittelsbach (* 1339)
- 5. Dezember: Heinrich VI., Herzog von Sagan, Glogau und Crossen
- 13. Dezember: Wilhelm II., Herzog von Jülich (* um 1325)

### Genaues Todesdatum unbekannt
- Fa Ngum, erster Herrscher des laotischen Königreichs Lan Xang (* 1316)
- Georg von Neuberg, Bischof von Chiemsee
- Thomas Rushook, englischer Prälat
- Karsten Sarnow, Bürgermeister von Stralsund (hingerichtet)
- Heinrich II., Graf von Sponheim-Bolanden (* um 1330)
- Siegfried von Venningen, Deutschmeister des Deutschen Ordens
- Bertram Wulflam, Bürgermeister der Hansestadt Stralsund

### Gestorben um 1393
- 1391/1393: Margaret, schottische Adelige (* vor 1340)
- zwischen 9. August 1392 und 9. Februar 1393: Johann I., Herzog zu Mecklenburg-Stargard (* 1326)